# Pilatus PC-12
Pilatus PC-12 je jednomotorový turbovrtulový letoun vyrobený firmou Pilatus Aircraft ve Švýcarsku.
PC-12 je poháněn jedním motorem Pratt & Whitney Canada PT6 a je certifikován pro jednopilotní provoz.
Je určen pro přepravu osob i nákladu.

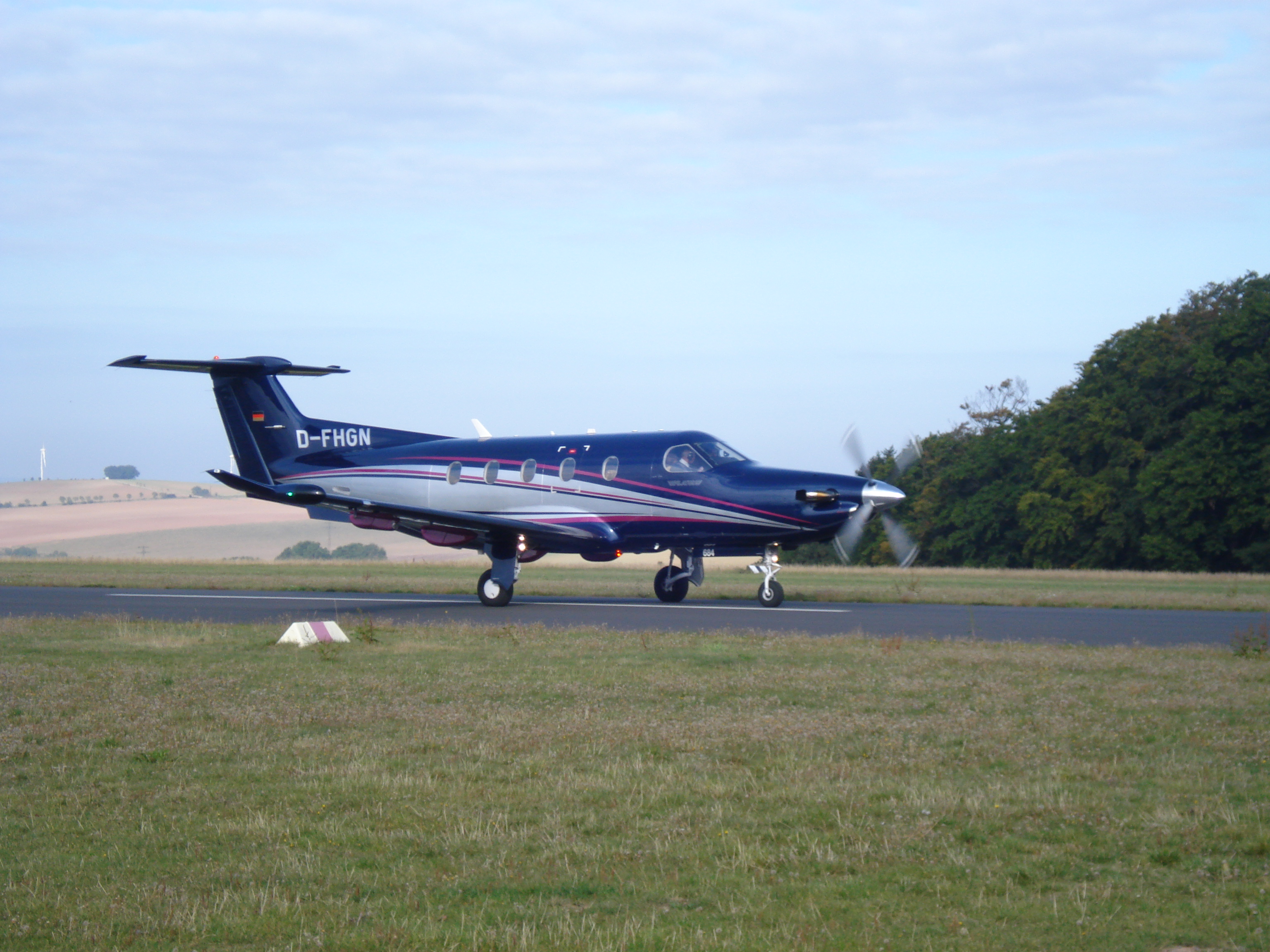
Pilatus PC-12 roluje po runwayi

## Varianty
PC-12
Hlavní výrobní varianta certifikovaná v roce 1994 s motorem Pratt & Whitney Canada PT6A-67b .
PC-12/45
Certifikovaný v roce 1996 má motor Pratt & Whitney Canada PT6A-67b, maximální vzletová hmotnost je zvýšena na 4500 kg.
PC-12/47
Certifikovaný v roce 2005 s motorem Pratt & Whitney Canada PT6A-67b, maximální vzletová hmotnost zvýšena na 4740 kg.
PC-12/47E
Varianta certifikována v roce 2008 mající motor Pratt & Whitney Canada PT6A-67P.
PC-12M Spectre
Polovojenská verze, určená pro službu u bezpečnostních jednotek ve Spojených státech, původně pod názvem "Eagle".
PC-12 NG
Aktualizovaná verze PC-12 (NextGeneration)

## Specifikace (PC-12)

### Obecné charakteristiky
- Posádka: jeden nebo dva piloti
- Kapacita: až 9 cestujících
- Maximální vzletová hmotnost: 4 740 kg
- Pohonná jednotka: 1 × turbovrtulový Pratt & Whitney Canada PT6A-67b, 895 kW (1200 hp)
- Vrtule: Hartzell HC - E4A - 3D/E10477K - 4 listá hliníková
- Průměr vrtule: 2,67 m
- Otáčky vrtule: 1 700 ot/min, konstantní rychlost

### Výkon
- Cestovní rychlost: 500 km/h (312,5 mph) - PC-12 NG
- Pádová rychlost: 120 km/h (74,8 mph) - PC-12 NG
- Dostup: 9 150 m (30 000 ft)
- Dolet: 2 804 km (9 cestujících) až 3 389 km (bez cestujících)
- Stoupavost: 512 m/min na úrovni hladiny moře (1 680 ft/min)
- Plošné zatížení: 174,3 kg/m2
- Výkon/hmotnost: 3,7 kg/hp

### Avionika
- Honeywell Primus APEX (PC-12NG)